# Carbon-Blanc
Carbon-Blanc är en kommun i departementet Gironde i regionen Nouvelle-Aquitaine i sydvästra Frankrike. Kommunen ligger i kantonen Carbon-Blanc som tillhör arrondissementet Bordeaux. År 2022 hade Carbon-Blanc 8 342 invånare.

## Befolkningsutveckling
Antalet invånare i kommunen Carbon-Blanc
Referens:INSEE